# Sebes Pál (pártmunkás)
Sebes Pál (Gyomaendrőd, 1899. május 4. – Szovjetunió, 1938.) magántisztviselő, pártmunkás.

## Élete
Apja Sebes (Spät) Bernát Béla szarvasi születésű tanító, anyja Diamant Berta, vallása izraelita. Budapesten járt kereskedelmi iskolába, s 1916-ban végzett. A Magyarországi Tanácsköztársaság alatt a budapesti I. vörös gyalogezred katonájaként vett részt az északi hadjáratban. A kommün bukása után büntető-zászlóaljba sorozták, amelyből 1920-ban szabadult. Bekapcsolódott a munkásmozgalomba, s a magántisztviselők szakszervezetében működött. 1926-ban lett az akkor még illegális KMP tagja. 1929-ben a Központi Bizottságba került, ám hamarosan letartóztatták. Bizonyíték hiányában szabadlábra helyezték. 1930-ban a részt vett a II. pártkongresszuson, s a következő év elejétől 1932 nyaráig a Kommunisták Magyarországi Pártjának képviselője volt a III. Internacionáléban, majd pedig visszatért az illegális pártmunkához. Később a Szovjetunióba került, ahol koholt vádak alapján letartóztatták, majd kivégezték.

## Családja
Testvérei: Sebes Imre, Sebes György, Sebes Sándor, Sebes László és Sebes István.